# Sultanato de Malaca
El Sultanato de Malaca (en malayo: Kesultanan Melayu Melako) fue un sultanato malayo ubicado en lo que hoy en día es el estado de Malaca, en Malasia, fundado por el gobernante malayo Parameswara inicialmente en el año 1402 como un reino hindú y convertido en 1409 al islam a causa del casamiento de la princesa de Pasai. Teniendo su capital en lo que hoy sería Malaca, el sultanato abarcaba desde los asentamientos musulmanes malayos de la provincia de Phuket, Satun y Pattani, bordeando el reino Ayutthaya de Siam (Tailandia) por el norte hasta Sumatra por el suroeste.
Los portugueses invadieron su capital en 1511 y 1528. Posteriormente el príncipe malaco Alauddin Riayat Shah II fundó el Sultanato de Johor como un estado sucesor.

## Historia

### Fundación temprana
La serie de redadas lanzadas por el Imperio Chola en el siglo XI había debilitado el alguna vez glorioso imperio de Srivijaya. A finales del siglo XIII, Srivijaya, ya fragmentada, llamó la atención del rey javanés, Kertanegara de Singhasari. En 1275, lanzó la expedición de Pamalayu para invadir Sumatra. Para 1288, las fuerzas expedicionarias navales de Singhasari saquearon con éxito Jambi y Palembang y llevaron al Reino de Melayu, el estado sucesor de Srivijaya, a decaer. En 1293 Singhasari fue sucedido por Majapahit gobernando la región.
Según los Anales Malayos, un príncipe de Palembang llamado Seri Teri Buana, quien decía ser descendiente de Alejandro Magno, permaneció en la isla de Bintan durante varios años antes de zarpar y desembarcar en Temasek en 1299. Los Orang Laut (gente del mar), famosa por sus leales servicios a Srivijaya, finalmente lo convirtió en el rey de un nuevo reino llamado Singapura. En el siglo XIV, Singapura se desarrolló al mismo tiempo que la Pax Mongolica y se elevó de un puesto comercial pequeño a un centro de comercio internacional con fuertes lazos con la dinastía Yuan.
En un esfuerzo por revivir la fortuna de Melayu en Sumatra, en la década de 1370, un gobernante malayo de Palembang envió un enviado a la corte del primer emperador de la recién establecida dinastía Ming. Invitó a China a reanudar el sistema tributario, al igual que lo hizo Srivijaya varios siglos antes. Al conocer esta maniobra diplomática, inmediatamente el rey Hayam Wuruk de Majapahit envió un emisario a Nanking, convenciendo al emperador de que Melayu era su vasallo y no era un país independiente.
Posteriormente, en 1377, pocos años después de la muerte de Gajah Mada, Majapahit lanzó un ataque naval punitivo contra una rebelión en Palembang, que causó la destrucción completa de Srivijaya y la diáspora de los príncipes y nobles de Srivijaya. Se produjeron rebeliones contra el gobierno javanés comenzadas por los príncipes malayos que huían e intentaban revivir el imperio, que abandonó la zona del sur de Sumatra en el caos y la desolación.
En la segunda mitad del siglo XIV, el Reino de Singapura se hizo rico. Sin embargo, su éxito alarmó a dos potencias regionales en ese momento, Ayutthaya en el norte y Majapahit en el sur. Como resultado, la capital fortificada del reino fue atacada por al menos dos invasiones extranjeras antes de que finalmente fuera saqueada por Majapahit en 1398. El quinto y último rey, Parameswara, huyó a la costa oeste de Península malaya.
Parameswara (también conocido como "Iskandar Shah" en algunas fuentes) huyó al norte a Muar, Ujong Tanah y Biawak Busuk antes de llegar a un pueblo de pescadores en la desembocadura del río Bertam (el actual río Malaca). La aldea pertenecía a los mar-sakai o Orang laut los cuales fueron dejados solos por las fuerzas de Majapahit que no solo saquearon Singapura sino también Langkasuka y Pasai. Como resultado, la aldea se convirtió en un refugio seguro y en la década de 1370 comenzó a recibir un número creciente de refugiados que huían de los ataques de Mahapahit. Cuando Parameswara llegó a Malaca a principios del siglo XV, el lugar ya tenía un ambiente cosmopolita con los budistas del norte, los hindúes de Palembang y los musulmanes de Pasai.
La leyenda dice que Parameswara vio a un ciervo ratón burlar a su perro de caza en el agua cuando descansaba bajo el árbol de Malaca. Pensó que esto estaba bien, comentando: 'este lugar es excelente, incluso el ciervo ratón es formidable; Es mejor que establezcamos un reino aquí'. La tradición sostiene que nombró al asentamiento con el nombre del árbol contra el que se apoyaba mientras presenciaba el evento portentoso. Hoy en día, el ciervo ratón es parte del moderno escudo de armas de Malaca. El nombre "Malaca" en sí mismo se deriva del árbol Melaka fructífero (Malayo: Pokok Melaka), denominado científicamente Phyllanthus emblica. Otra explicación del origen de los nombres de Malaca señala que durante el reinado de Sultán Muhammad Shah (r. 1424–1444), los comerciantes árabes llamaron al reino 'Malakat' ('congregación de comerciantes') porque allí había numerosas comunidades de comerciantes.

### Ascenso
Tras el establecimiento de su nueva ciudad en Malaca, Parameswara inició el desarrollo del lugar y sentó las bases de un puerto comercial. Los habitantes indígenas del estrecho, los Orang Laut, fueron empleados para patrullar las áreas marinas adyacentes, para repeler a otros pequeños piratas y para dirigir a los comerciantes a Malaca. En pocos años, las noticias de que Malaca se convirtió en un centro de intercambio y comercio comenzaron a extenderse por todo el este del mundo. En 1405, el emperador Yongle de la dinastía Ming (r. 1402–1424) envió una embajada encabezada por Yin Qing a Malaca. La visita de Yin Qing abrió el camino para el establecimiento de relaciones amistosas entre Malacca y China. Dos años más tarde, el legendario almirante Zheng He hizo su primera de seis visitas a Malaca. Los comerciantes chinos comenzaron a llegar al puerto y fueron pioneros en establecer bases de comercio exterior en Malaca. Otros comerciantes extranjeros, en particular los árabes, los indios y los persas, establecieron sus bases comerciales, aumentando su población a 2000. En 1411, Parameswara encabezó un partido real de 540 personas y fue a China con el Almirante Zheng He para visitar la corte ming. En 1414, Ming Shilu menciona que el hijo del primer gobernante de Malaca visitó la corte de Ming para informar a Yongle que su padre había muerto.
Durante el reinado del hijo de Parameswara, Megat Iskandar Shah (r. 1414–1424), el reino continuó prosperando. El período fue testigo de la diversificación de las fuentes económicas del reino con el descubrimiento de dos áreas de extracción de estaño en la parte norte de la ciudad, palmeras de sagú en los huertos y palmeras nipah que bordean los estuarios y playas. Para mejorar el mecanismo de defensa de la ciudad frente a posibles agresores, Megat Iskandar Shah ordenó la construcción de un muro que rodeara la ciudad con cuatro entradas vigiladas. También se construyó una fortaleza en el centro de la ciudad donde se almacenaban la tesorería y el suministro del estado. El crecimiento de Malaca coincidió con el creciente poder de Ayutthaya en el norte. Las crecientes ambiciones del reino contra sus vecinos y la península malaya habían alarmado al gobernante de Malaca. En una medida preventiva, el rey encabezó una visita real a China en 1418 para expresar su preocupación por la amenaza. Yongle respondió en octubre de 1419 enviando a un emisario para avisar al gobernante siamés. La relación entre China y Malacca se fortaleció aún más por varias embajadas enviadas a China, lideradas por príncipes de Malacca en los años 1420, 1421 y 1423. Debido a esto, se puede decir que Malacca fue fortificada económica y diplomáticamente.
Entre 1424 y 1433, se realizaron dos visitas reales más a China durante el reinado del tercer gobernante, Raja Tengah (r. 1424–1444). Durante el gobierno de Raja Tengah, se dijo que un ulama llamado Saiyid Abdul Aziz visitó a Malaca para difundir la enseñanza del Islam. El rey junto con su familia real, altos funcionarios y los sujetos de Malaca escucharon sus enseñanzas. Poco después, Raja Tengah adoptó el nombre musulmán, Muhammad Shah y el título de Sultán por consejo del ulama. Introdujo la islamización en su administración: las costumbres, los protocolos reales, la burocracia y el comercio se ajustaron a los principios del Islam. A medida que Malaca se hizo cada vez más importante como centro comercial internacional, la regulación equitativa del comercio fue la clave para la prosperidad continua, y la Undang-Undang Laut Melaka ('Leyes Marítimas de Malaca'), promulgada durante el reinado de Sultan Muhammad Shah, fue una faceta importante de esto. Lo mismo ocurrió con el nombramiento de cuatro Shahbandars para las diferentes comunidades del puerto. Esto acomodó a los comerciantes extranjeros, a quienes también se les asignó sus propios enclaves en la ciudad. En la década de 1430, China había revertido su política de expansión marítima. Sin embargo, para entonces Malaca era lo suficientemente fuerte como para defenderse. A pesar de estos desarrollos, China mantuvo una continua muestra de amistad, sugiriendo que colocaba a Malacca en alta estima. De hecho, aunque era práctica de China considerar a la mayoría de los países extranjeros como estados vasallos, incluidos Italia y Portugal, sus relaciones con Malaca se caracterizaban por el respeto y la amistad mutuos, como el de dos países soberanos.
En 1444, Muhammad Shah murió después de haber reinado veinte años y dejado atrás a dos hijos; Raja Kasim, el hijo de Tun Wati, que a su vez era hija de un rico comerciante indio, y Raja Ibrahim, el hijo de la Princesa de Rokan. Fue sucedido por su hijo menor, Raja Ibrahim, quien reinó como Sultan Abu Syahid Shah (r. 1444–1446). Abu Syahid fue un gobernante débil y su gobierno estuvo en gran parte controlado por Raja Rokan, un primo de su madre que permaneció en la corte de Malaca durante su reinado. La situación llevó a los funcionarios de la corte a planear el asesinato de Raja Rokan e instalar al hermano mayor de Abu Syahid, Raja Kasim, en el trono. Tanto el sultán como Raja Rokan fueron finalmente asesinados en el ataque en 1446. Raja Kasim fue nombrado entonces el quinto gobernante de Malaca y reinó como el sultán Muzaffar Shah (r. 1446–1459). Una amenaza que se avecinaba desde el reino siamés de Ayutthaya se convirtió en realidad cuando lanzó una invasión terrestre a Malaca en 1446. Tun Perak, el gobernador de Klang, marchó con sus hombres para ayudar a Malaca en la batalla contra los siameses, de la que salió victoriosa Malaca. Sus fuertes cualidades de liderazgo atrajeron la atención del Sultán, cuyo deseo de ver prosperar a Malaca lo hizo nombrar a Tun Perak como Bendahara. En 1456, durante el reinado del rey Trailokanat, el siamés lanzó otro ataque, esta vez por mar. Cuando las noticias sobre el ataque llegaron a Malaca, las fuerzas navales se unieron inmediatamente y se formó una línea defensiva cerca de Batu Pahat. Las fuerzas fueron comandadas por Tun Perak y asistidas por Tun Hamzah, un guerrero de apodo Datuk Bongkok. Los dos lados finalmente se enfrentaron en una feroz batalla naval. Sin embargo, la marina de Malaca más superior logró expulsar a los siameses, perseguirlos a Singapura y obligarlos a regresar a casa. La victoria de Malaca en esta batalla le dio nueva confianza para diseñar estrategias para extender su influencia en toda la región. La derrota de Siam trajo estabilidad política a Malaca y mejoró su reputación en el sudeste asiático.

### Edad de oro
Malaca alcanzó el apogeo de su gloria a principios del siglo XV. Su territorio se extendía desde el sur de Tailandia de hoy en día en el norte hasta la mayor parte de la costa este de Sumatra en el sur después de luchar contra las esferas de influencia de Majapahit y Ayutthaya. El reino controlaba convenientemente el punto de estrangulamiento vital del comercio global; El angosto estrecho que hoy lleva su nombre, estrecho de Malaca. Su ciudad portuaria se había convertido en el centro del comercio regional e internacional, atrayendo a comerciantes regionales, así como a comerciantes de otras civilizaciones orientales, como el Imperio Chino y Ryukyu, y civilizaciones occidentales como Persia, Gujarat y árabes.
El reinado del hijo de Muzaffar Shah, Sultán Mansur Shah (r.1459–1477) fue testigo de la gran expansión del sultanato para alcanzar su mayor influencia. Entre los primeros territorios cedidos al sultanato estaba Pahang, con su capital, Inderapura, una enorme tierra inexplorada con un gran río y una fuente abundante de oro que fue gobernada por Maharajá Dewa Sura, un pariente del Rey de Ligor. El sultán despachó una flota de doscientos barcos, liderados por Tun Perak y 19 hulubalangs ('comandantes'). Al llegar a Pahang, estalló una batalla en la que los pahangitas fueron derrotados de manera decisiva y toda su corte real fue capturada. La flota de malaca regresó a casa con Dewa Sura y su hija, Wanang Seri, que fueron entregadas al sultán Mansur Shah. El sultán designó a Tun Hamzah para gobernar Pahang. Una política de acercamiento con Ligor fue posteriormente iniciada por Mansur Shah para asegurar un suministro constante de arroz.
La destreza militar del sultanato se fortaleció aún más por los nueve caballeros de élite del reino. Eran Hang Tuah, Hang Jebat, Hang Kasturi, Hang Lekir, Hang Lekiu, Hang Ali, Hang Iskandar, Hang Hasan y Hang Husain. Hang Tuah, el más inteligente entre ellos era capaz de hablar con fluidez 12 idiomas, incluyendo mandarín, árabe, javanés, persa y japonés. Era hábil con armas como la espada, keris, keris largos, arco, arco cruzado y lanza. Él era el líder entre ellos y el Sultán le confirió el oficio de laksamana ("almirante").
En su visita real a Majapahit, Mansur Shah también estuvo acompañado por estos guerreros. En ese momento, Majapahit ya estaba en un estado de declive y se encontraba incapaz de superar el poder creciente del sultanato malayo. Después de una demostración de la destreza militar de malacca en su corte, el rey de Majapahit, temeroso de perder más territorios, acordó casar a su hija, Raden Galuh Cendera Kirana con Mansur Shah y renunció al control de Indragiri, Jambi, Tungkal y Siantan.
Las relaciones amistosas entre China y Malaca se intensificaron durante el reinado del sultán Mansur Shah. El sultán envió a China una embajada dirigida por Tun Perpatih Putih, que llevaba una carta diplomática del sultán al emperador. Según los Anales Malayos, Tun Perpatih logró impresionar al Emperador de China con la fama y la grandeza del Sultán Mansur Shah que el Emperador decretó que su hija, Hang Li Po, debería casarse con el Sultán. Un ministro principal de estado y quinientas mujeres en espera acompañaron a la princesa a Malaca. El sultán construyó un palacio para su nuevo consorte en una colina conocida como Bukit Cina ("Colina china"). A medida que el comercio florecía y Malaca se hacía más próspera, Mansur Shah ordenó la construcción de un palacio grande y hermoso al pie de la colina de Malaca. El palacio real reflejó la riqueza, la prosperidad y el poder de Malaca y encarnó la excelencia y las características distintivas de la arquitectura malaya.
Un breve conflicto entre Malacca y la dinastía Lê de Annam, comenzó poco después de la invasión vietnamita de Champa en 1471, que ya era un reino musulmán. El gobierno chino, sin saber sobre el evento, envió a un censurador Ch'en Chun a Champa en 1474 para instalar el Rey Champa, pero descubrió que los soldados vietnamitas se habían apoderado de Champa y estaban bloqueando su entrada. Procedió a Malaca en su lugar y su gobernante le envió tributo a China. En 1469, los enviados de Malaca a su regreso de China fueron atacados por los vietnamitas que castigaron a los jóvenes y los esclavizaron. En vista de la posición de la dinastía Lê como protectorado de China, Malacca se abstuvo de cualquier acto de represalia. En cambio, envió emisarios a China en 1481 para informar sobre la agresión vietnamita y su plan de invasión contra Malaca, así como para confrontar a los enviados vietnamitas que estaban presentes en la corte Ming. Sin embargo, los chinos informaron que como el incidente tenía años, no podían hacer nada al respecto, y el Emperador envió una carta al gobernante vietnamita reprochándole el incidente. El emperador chino también otorgó permiso para que Malaca tome represalias con fuerza violenta en caso de ataque vietnamita, un evento que nunca sucedió después de eso. Los vietnamitas con batallón de fuerza total fueron fuertemente derrotados por el batallón de Malaca superado en número durante una invasión de Lan Sang como se informa en una fuente china.
La política expansionista de Mansur Shah se mantuvo durante todo su reinado cuando más tarde agregó a Kampar y Siak a su reino. También convirtió a varios estados del archipiélago en sus dependencias imperiales. El gobernante de tales estados vendría a Malaca después de su coronación para obtener la bendición del sultán de Malaca. Los gobernantes que han sido derrocados también acudieron a Malaca solicitando la ayuda del sultán para reclamar su trono. Uno de esos ejemplos fue el sultán Zainal Abidin de Pasai que fue derrocado por sus propios familiares. Huyó a Malaca y le suplicó al sultán Mansur Shah que lo reinstalara como gobernante. Las fuerzas armadas de Malaca fueron enviadas inmediatamente a Pasai y derrotaron a los usurpadores. Aunque Pasai nunca estuvo bajo el control de Malaca después, el evento demostró en gran medida la importancia de Malaca y el apoyo mutuo que había establecido entre los líderes y los estados de la región. Mientras Malaca estaba en la cima de su esplendor, el sultán Mansur Shah murió en 1477.
La era próspera de Malaca continuó bajo el gobierno de su hijo, el sultán Alauddin Riayat Shah (r. 1477-1488), durante el mismo, más gobernantes extranjeros dentro de la región comenzaron a rendir homenaje al sultán de Malaca. Entre ellos había un gobernante de las islas Molucas que fue derrotado por sus enemigos, un gobernante de Rokan y un gobernante llamado Tuan Telanai de Terengganu. Alauddin Riayat Shah fue un gobernante que le dio gran importancia al mantenimiento de la paz y el orden durante su reinado. Fue sucedido por su hijo, el sultán Mahmud Shah (r. 1488-1511), que era un adolescente al momento de su ascenso. Por lo tanto, Malaca fue administrada por el Bendahara Tun Perak con la ayuda de otros altos funcionarios. La ciudad de Malaca continúa floreciendo y prosperando con una afluencia de comerciantes extranjeros después de la designación de Tun Mutahir como Bendahara. Esto se debió a su administración eficiente y sabia y su capacidad para atraer a más comerciantes extranjeros a Malaca. Alrededor de 1500, Malaca estaba en el apogeo de su poder y gloria. Su ciudad de Malaca fue la capital de un gran imperio malayo, el principal centro de comercio de ropa india, porcelana china y seda y especias malayas, y la sede de la actividad musulmana en el archipiélago malayo. Malacca todavía estaba buscando expandir su territorio hasta 1506, cuando conquistó Kelantan.

### Invasión portuguesa
En el siglo XV, Europa había desarrollado un apetito insaciable por las especias. En ese momento, el comercio de especias estaba prácticamente monopolizado por los comerciantes venecianos a través de una ruta comercial que pasaba a través de Arabia e India, que a su vez se vinculaba a su fuente en las Islas de las Especias a través de Malaca. Al convertirse en rey en 1481, Juan II de Portugal decidió romper esta cadena y controlar el lucrativo comercio de especias directamente desde su origen. Esto condujo a la expansión de la exploración marítima portuguesa, iniciada por Vasco da Gama, en las costas del este de la India, lo que resultó en el establecimiento del bastión portugués en Calicut.
Años más tarde, durante el reinado de Manuel I, se asignó a un personaje llamado Diogo Lopes de Sequeira para analizar los potenciales comerciales en Madagascar y Malaca. Llegó a Malaca el 1 de agosto de 1509 con una carta del rey. Su misión era establecer el comercio con Malacca. Los musulmanes tamiles que ahora eran poderosos en la corte malacca y amistosos con Tun Mutahir, el Bendahara, eran hostiles hacia el portugués cristiano. Los mercaderes Gujarati que también eran musulmanes y habían conocido a los portugueses en la India, predicaron una guerra santa contra "los infieles". Desafortunadamente, debido a la disensión entre Mahmud Shah y Tun Mutahir, se tramó un plan para matar a Sequeira, encarcelar a sus hombres y capturar a la flota portuguesa anclada en el río Malaca. El complot se supo y De Sequeira logró escapar de Malacca en su barco, dejando a varios de sus hombres como cautivos. 
Mientras tanto, la posición de los portugueses en la India se consolidó con la llegada de un nuevo Virrey, Afonso de Albuquerque, que conquistó Goa en 1510. Habiendo establecido Goa como el cuartel general y base naval del este de Portugal, de Albuquerque decidió capturar Malaca y en abril de 1511, dejó Goa con 18 barcos y 1400 hombres, con tropas portuguesas y auxiliares indios. A su llegada a Malaca, los portugueses no atacaron de inmediato, sino que comenzaron las negociaciones para el regreso de sus prisioneros, mientras que al mismo tiempo intentaban encontrar información privilegiada sobre la Fortaleza de Malaca. Malaca se demoró, pensando que podría resistir un asalto portugués, que comenzó tres meses después, el 25 de julio de 1511. Después de muchos intentos fallidos, el gran avance se produjo cuando los portugueses sobornaron a un interno de la fortaleza. La puerta principal de correos de la fortaleza se abrió para permitir que el ejército portugués se precipitara a través de la puerta principal. El ejército de Malaca no estaba preparado para el ataque sorpresa y la invasión concluyó el 24 de agosto cuando las tropas de De Albuquerque, marchando seis de frente por las calles, barrieron toda resistencia. Para cuando saquearon la ciudad y el palacio, el sultán Mahmud Shah ya se había retirado.

### Post-1511

#### Malaca Portuguesa
Tras la conquista de 1511, el gran puerto malayo de Malaca pasó a manos portuguesas y durante los siguientes 130 años permaneció bajo el gobierno portugués a pesar de los incesantes intentos de los antiguos gobernantes de Malaca y otras potencias regionales para desalojarlos. Alrededor de la colina de los pies en la que se encontraba el Istana del sultán, los portugueses construyeron el fuerte de piedra conocido como A Famosa, que se completó en 1512. Las tumbas malayas, la mezquita y otros edificios fueron desmantelados para obtener la piedra de la cual, junto con la laterita y el ladrillo, el fuerte fue construido. A pesar de los numerosos ataques, el fuerte solo se rompió una vez, cuando los holandeses y Johor derrotaron a los portugueses en 1641.
Pronto quedó claro que el control portugués de Malaca no significaba que ahora controlaban el comercio asiático que se centraba en él. Su gobierno en Malacca se vio empañado por dificultades. No podían volverse autosuficientes y dependían mucho de los proveedores asiáticos, al igual que sus antecesores malayos. Carecían tanto de fondos como de mano de obra y la administración se vio obstaculizada por la confusión organizativa y la superposición de comandos, la corrupción y la ineficiencia. Competencia de otros puertos regionales como Johor que fue fundada por el exiliado sultán de Malaca, los comerciantes asiáticos pasaron por alto Malaca y la ciudad comenzó a declinar como puerto comercial. En lugar de lograr su ambición de dominarlo, los portugueses habían interrumpido fundamentalmente la organización de la red comercial asiática. El puerto de intercambio previamente centralizado que vigilaba el estrecho de Malaca para mantener su seguridad para el tráfico comercial, fue reemplazado por una red comercial dispersa en varios puertos que rivalizan entre sí en el estrecho.
Sin embargo, los esfuerzos para propagar el cristianismo, que era también uno de los principales objetivos del imperialismo portugués, no tuvieron mucho éxito, principalmente porque el islam ya estaba fuertemente arraigado entre la población.

#### Represalia china
La conquista portuguesa de Malaca enfureció al emperador Zhengde de China cuando recibió a los enviados del exiliado Sultán Mahmud. El furioso emperador chino respondió con fuerza brutal, culminando el período de tres décadas de procesamiento de los portugueses en China.
Entre las primeras víctimas se encontraban los enviados portugueses dirigidos por Tomé Pires en 1516, que fueron recibidos con gran hostilidad y sospecha. Los chinos confiscaron todos las propiedades y bienes portugueses en posesión de la embajada de Pires. Muchos de los enviados fueron encarcelados, torturados y ejecutados. Se dijo que el propio Pires entre los que murieron en las mazmorras chinas. Dos flotas portuguesas sucesivas con destino a China en 1521 y 1522 fueron atacadas y derrotadas en la primera y segunda Batalla de Tamao.
En respuesta a la piratería portuguesa y la instalación ilegal de bases en Fujian, en la isla de Wuyu, en el puerto de Yue en Zhangzhou, la isla de Shuangyu en Zhejiang y la isla de Nan'ao en Guangdong, el subcomandante de la derecha imperial china, Zhu Wan, exterminó a todos los piratas y arrasó la Base portuguesa de Shuangyu, utilizando la fuerza para prohibir el comercio con extranjeros por mar. Además, los comerciantes chinos boicotearon a Malaca después de que cayó bajo el control portugués, y algunos chinos en Java incluso ayudaron a los intentos musulmanes de invadir la ciudad.
Sin embargo, con el mejoramiento gradual de las relaciones y la ayuda otorgada contra los piratas Wokou japoneses a lo largo de las costas de China, en 1557, China finalmente aceptó permitir que los portugueses se establecieran en Macao en una nueva colonia comercial portuguesa. El Sultanato Malayo de Johor también mejoró las relaciones con los portugueses.

#### Sucesores de Malaca
El exiliado Sultán Mahmud Shah hizo varios intentos para recuperar la capital, pero sus esfuerzos fueron infructuosos. Los portugueses tomaron represalias y obligaron al sultán a huir a Pahang. Más tarde, el sultán navegó a Bintan y estableció su capital allí. Desde la nueva base, el sultán reunió a las desorganizadas fuerzas malayas y organizó varios ataques y bloqueos contra la posición de los portugueses. Las frecuentes incursiones en Malaca causaron graves dificultades a los portugueses. Las redadas ayudaron a convencer a estos de que las fuerzas del sultán exiliado debían ser destruidas de una vez por todas. Se hicieron varios intentos para reprimir a las fuerzas malayas, pero no fue hasta 1526 que los portugueses finalmente arrasaron a Bintan. El sultán se retiró luego a Kampar en Sumatra donde murió dos años después. Dejó atrás a dos hijos llamados Muzaffar Shah y Alauddin Riayat Shah II.
Muzaffar Shah fue invitado por los habitantes del norte de la península a convertirse en su gobernante, estableciendo el Sultanato de Perak. Mientras tanto, el otro hijo de Mahmud Shah, Alauddin sucedió a su padre y estableció el Sultanato de Johor. Malaca fue conquistada más tarde por los holandeses en una campaña militar conjunta en enero de 1641. Sin embargo, la fortaleza portuguesa no cayó a la fuerza de las armas holandesas o de Johor, sino debido la hambruna y la enfermedad que diezmaron brutalmente a la población sobreviviente. Como resultado del acuerdo mutuo entre los holandeses y Johor a principios de 1606, Malaca fue entregada a los holandeses.